# 미야모토 카나코

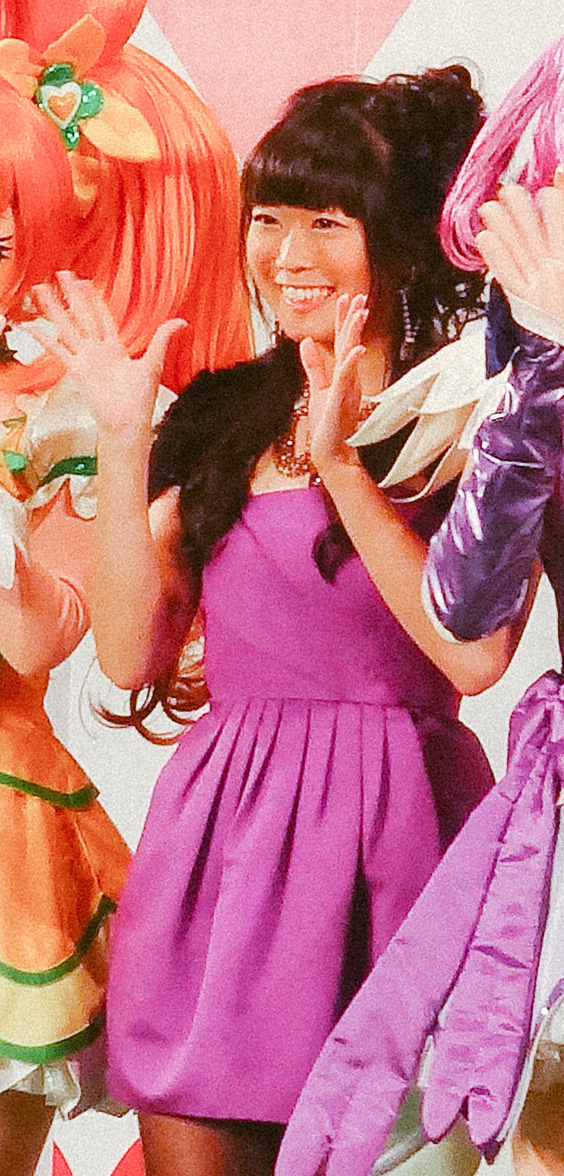
미야모토 카나코

미야모토 카나코(일본어: 宮本 佳那子 みやもと かなこ[*], 1989년 11월 4일 ~)는 일본의 여자 성우, 가수이다. 이바라키현 출신.